# Enny
Enny (* 9. Dezember 1994 in London; vollständiger Name Oluwasolapo Enitan Temidayo Adepitan) ist eine britische Rapperin. Sie trat Ende 2020 mit der Chartsingle Peng Black Girls in Erscheinung.

## Biografie
Enitan Adepitan alias Enny stammt aus Thamesmead im Südosten von London und hat nigerianische Wurzeln. Als Kind lernte sie Keyboard und spielte Gospel und Popmusik. Später wurde sie Mitglied einer Streetdance-Crew und wandte sich der Hip-Hop-Kultur zu. Obwohl sie sich als Teenagerin viel mit Rap beschäftigte und eigene Texte schrieb, wurde während ihrer Jugend nichts Ernsthaftes daraus. Nach ihrem Schulabschluss nahm sie ein Filmstudium auf. Nachdem sie im Filmgeschäft nicht Fuß fassen konnte, nahm sie einen Job als Bankkassiererin an.
2018 begann sie mit dem Hochladen von Musik im Internet. Schließlich gab sie nach zwei Jahren den Beruf auf und kehrte ganz zur Musik zurück. Mit He’s Not into You erregte sie 2020 die Aufmerksamkeit erst eines Radiosenders und dann eines Plattenlabels. Sie veröffentlichte den Song als ihre erste Single. Wenig später hatte sie mit Peng Black Girls ihren ersten Hit und mehrere Millionen Abrufe bei YouTube und Spotify. Zusätzlichen Anschub bekam das Lied durch einen Auftritt im Dezember im Colors-Kanal mit Jorja Smith, die beim selben Label unter Vertrag stand. Anfang 2021 schaffte das Original mit Amia Brave den Einstieg in die britischen Charts. Peng Black Girls (das Slangwort peng entspricht etwa toll, klasse im Deutschen) drückt das Selbstbewusstsein schwarzer Frauen aus. Persönliche Themen, Erfahrungen und Gefühle prägen die Musik von Enny.
Es folgten weitere Singles und die EP Under Twenty Five, die von der Presse gelobt wurde. Zum Jahreswechsel wurde sie von der BBC in die Top 10 des Sound of 2022 aufgenommen, eine Erfolgsprognose für das folgende Jahr. Allerdings veröffentlichte sie danach vor allem Kollaborationen und konnte erst einmal nicht an den Erfolg anknüpfen.

## Diskografie
Alben
- Under Twenty Five (EP, 2021)
- We Go Again (EP, 2023)

Lieder
- He’s Not into You (2020)
- Peng Black Girls (featuring Amia Brave, 2020)
- Peng Black Girls Remix – A Colors Show (featuring Jorja Smith, 2020)
- Same Old (2021)
- I Want (2021)
- Bernie Mac (2021)
- Champagne Problems (2022)

Gastbeiträge
- For South / The Silhouettes Project featuring Enny & Nix Northwest (2020)
- Daily Duppy (Don’t Cry) / Grm Daily featuring Enny (2021)
- Ki-Ki / Yendry featuring Enny (2022)
- Green Light / Moses Yoofee Trio featuring Enny (2024)